# Stetsonhatt

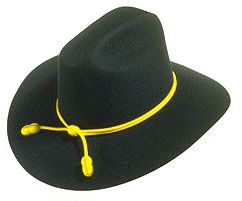
En amerikansk kavallerihatt.

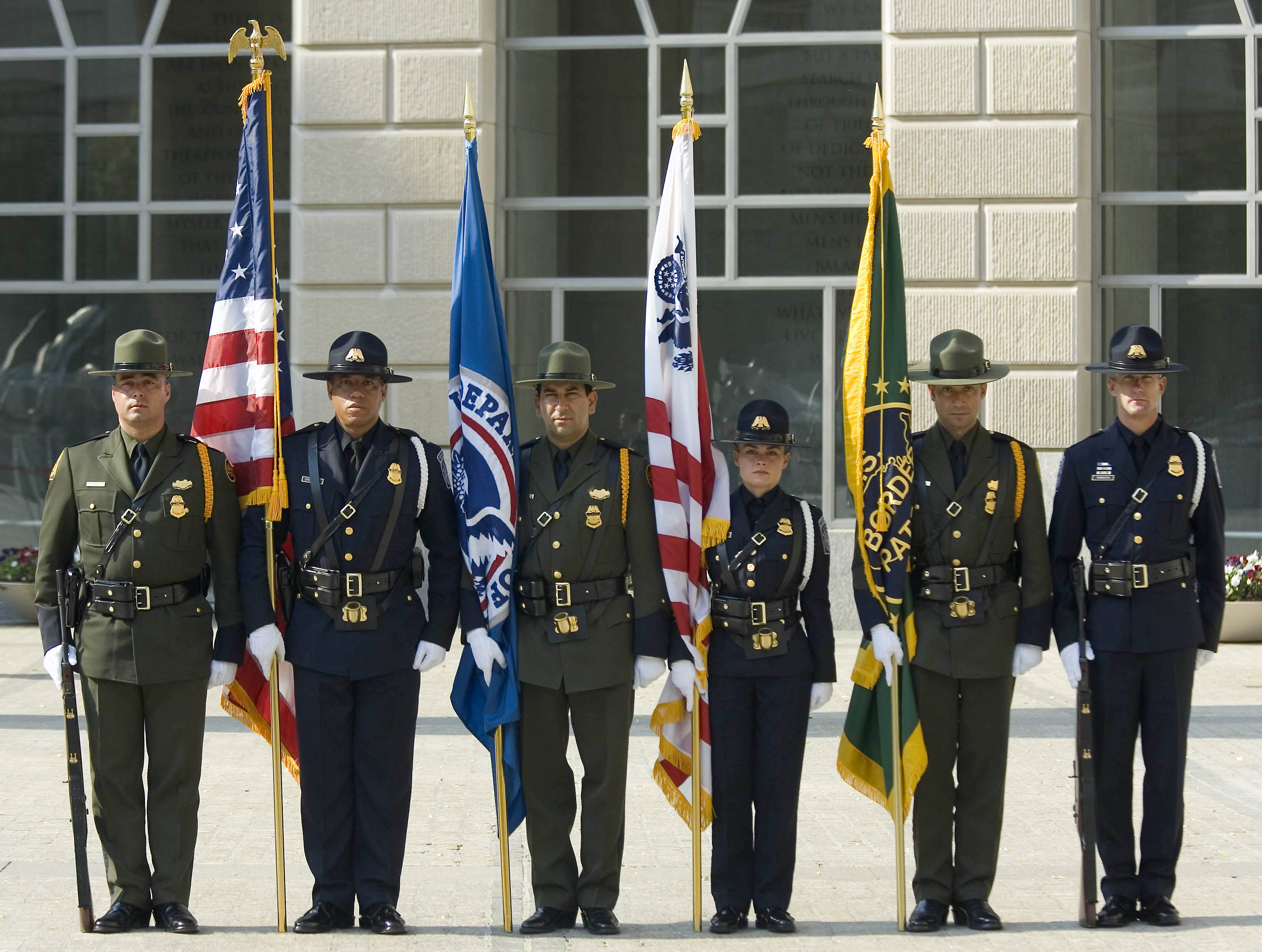
Hedersvakt med Tull- och gränspoliser i USA iförda Stetsonhatt.

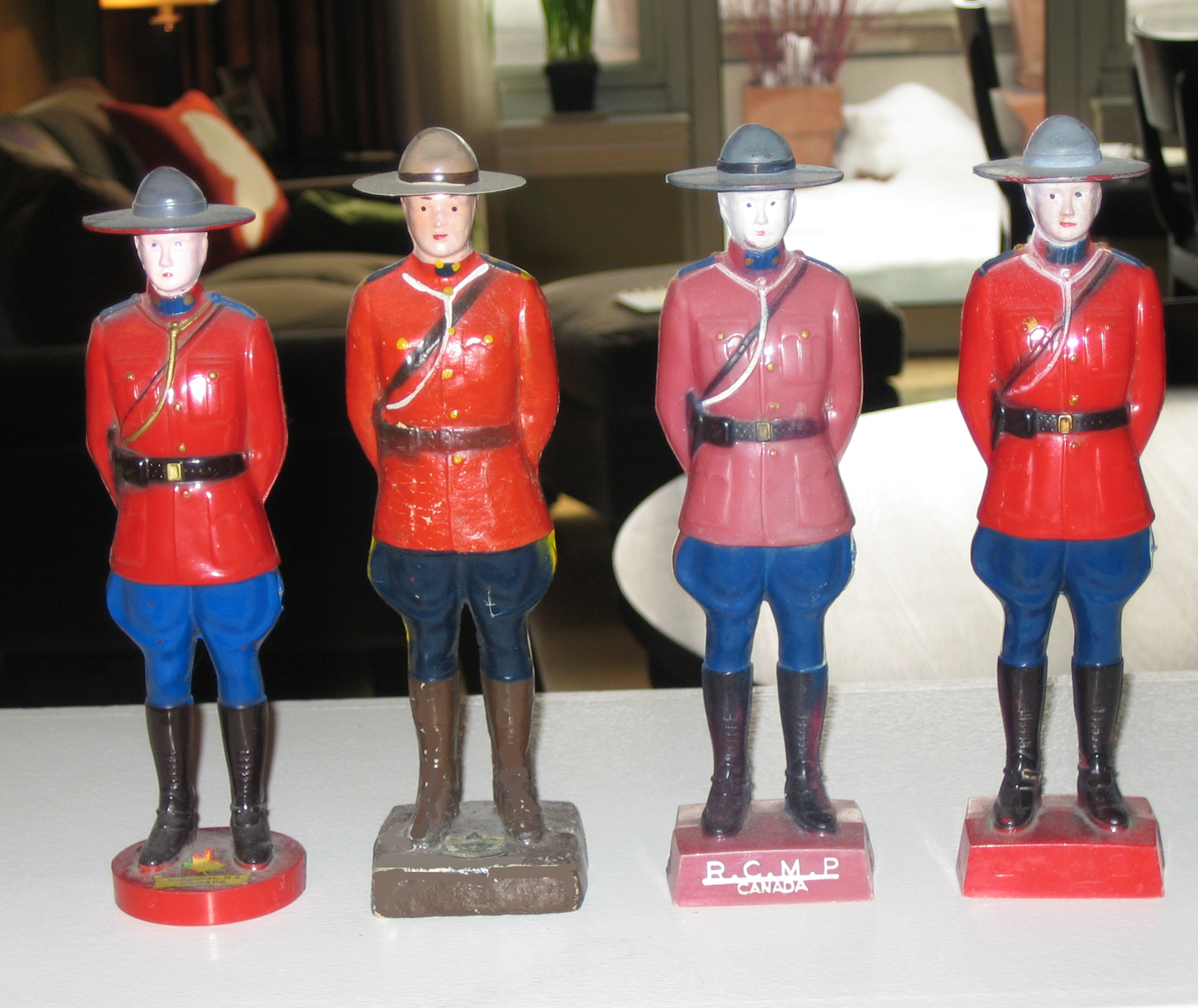
Souvenirer med Kanadas ridande polis.

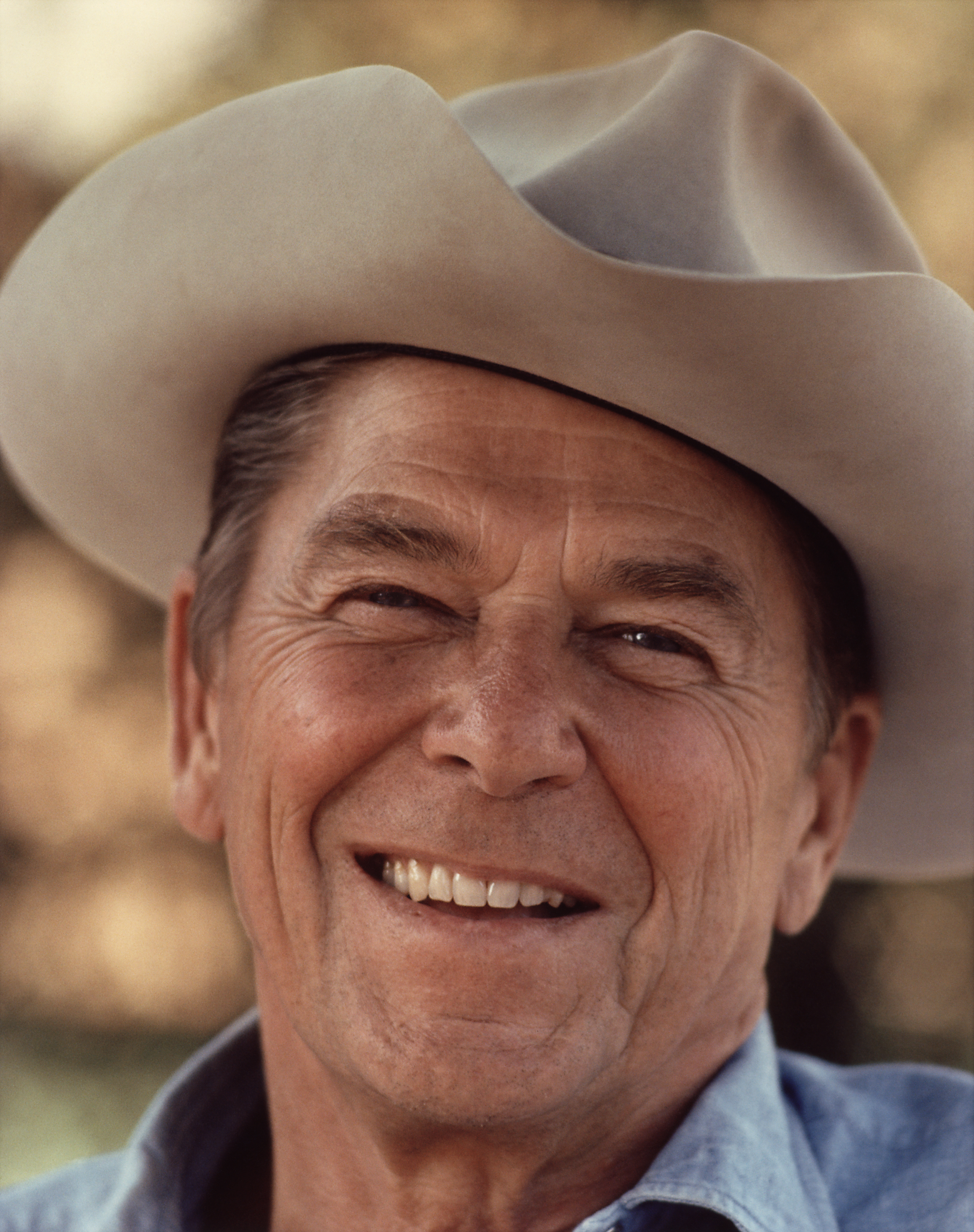
Ronald Reagan iförd Stetsonhatt.

Stetsonhatten är en bredbrättad hatt av filt, mer känd som cowboyhatt. Stetson är även ett märke från företaget John B. Stetson Company från Missouri, USA.

## Historik
Stetsonhatten "skapades" av John B. Stetson (1830-1906) 1862 och var först tillverkad av filt (kastor) från bäver. Hatten blev populär och såldes för första gången 1865 i Colorado. Stetson grundade sitt företag i Philadelphia 1869 och 1886 hade företaget blivit världens största hattillverkare.
Stetson var dock inte först med denna typ av hatt. Christy's Hats från Frampton Cotterell, Bristol, England, hade skapat en hatt tidigare och stämde Stetson för licensrättigheterna. Stetson förlorade kortsiktigt men eftervärlden förknippar hattypen med Stetson.

### Cowboyhatt
Den här hatten förknippas ofta med cowboyer, inte minst på grund av västernfilmer. Men när den amerikanske författaren Lucius Beebe fördjupade sig i vilda västerns historia på 1950-talet, och gick igenom tusentals amerikanska fotografier tagna vid 1800-talets slut, visade det sig att hatten var sällsynt där. Däremot förekom många olika huvudbonader och allra vanligast var plommonstopet.

## Användare
Här är ett urval av nationer där delar av de polisiära och/eller militära styrkor använder Stetsonhatten.

### England
1905 skapades "The Legion of Frontiersmen" i England som var ämnad som en defensiv styrka för att försvara det Brittiska Imperiet. De använde sig av Stetsonhatten i sin uniform.

### Kanada
Kanadas ridande polis (RCMP) var bland de första att använda hatten i sin uniform från år 1891. Sedan har ett flertal olika inriktningar inom polis och militär i Kanada använt hatten i olika utföranden. Hatten finns även avbildad på Calgarys flagga.

### Sydafrika
I det andra boerkriget användes hatten av kanadensiska styrkor som sattes in av det brittiska imperiet.

### USA
I USA är det vanligt att polisen använder Stetsonhatten i sin uniform, kanske främst "Highway patrol". Även parkvakter i nationalparkerna använder sig av hatten. Mest känd har nog Stetsonhatten blivit genom användandet hos cowboyer i främst långfilmer och det amerikanska kavalleriet.

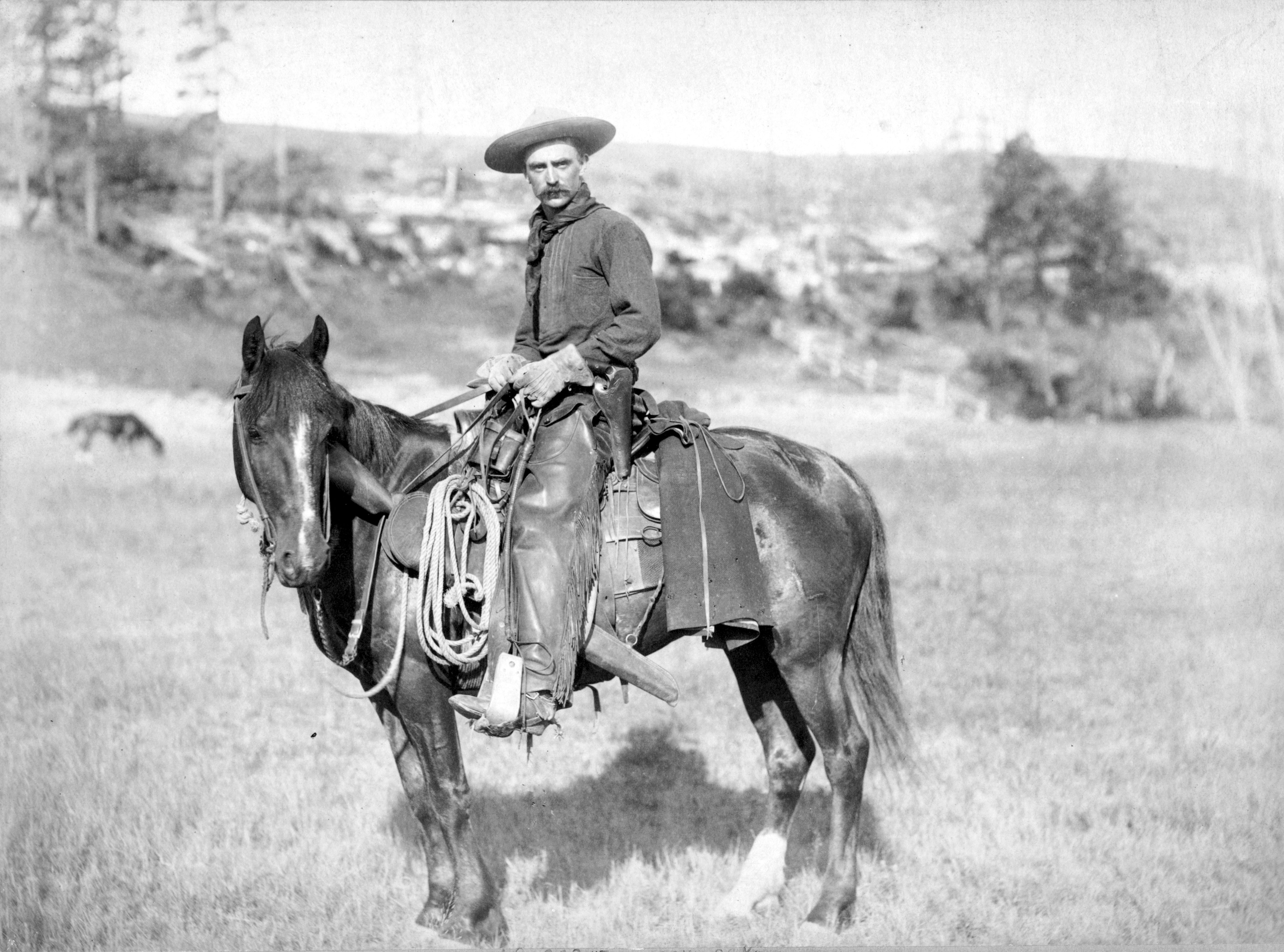
Cowboy i Stetsonhatt från 1887.
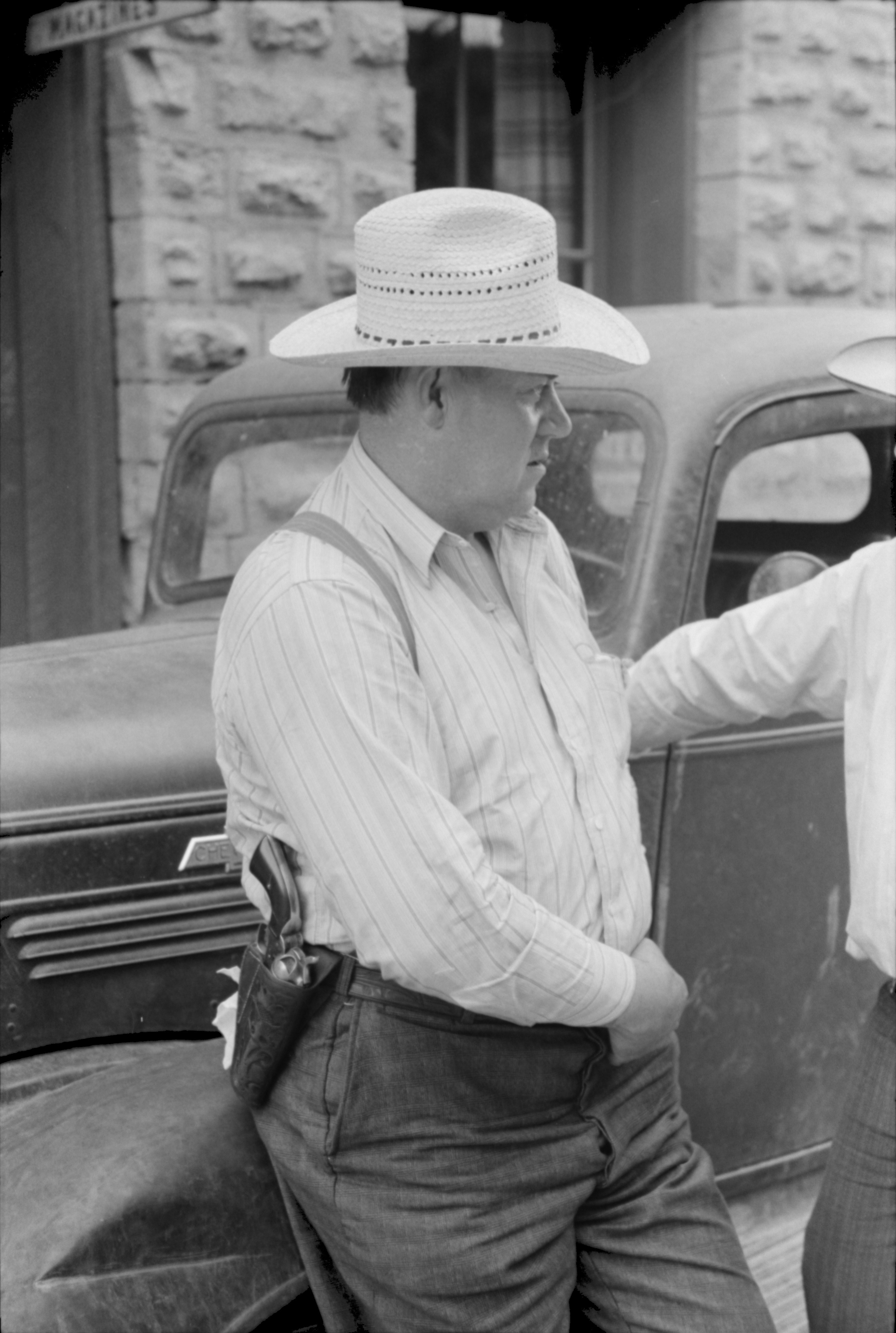
En vicesheriff från New Mexico 1940.
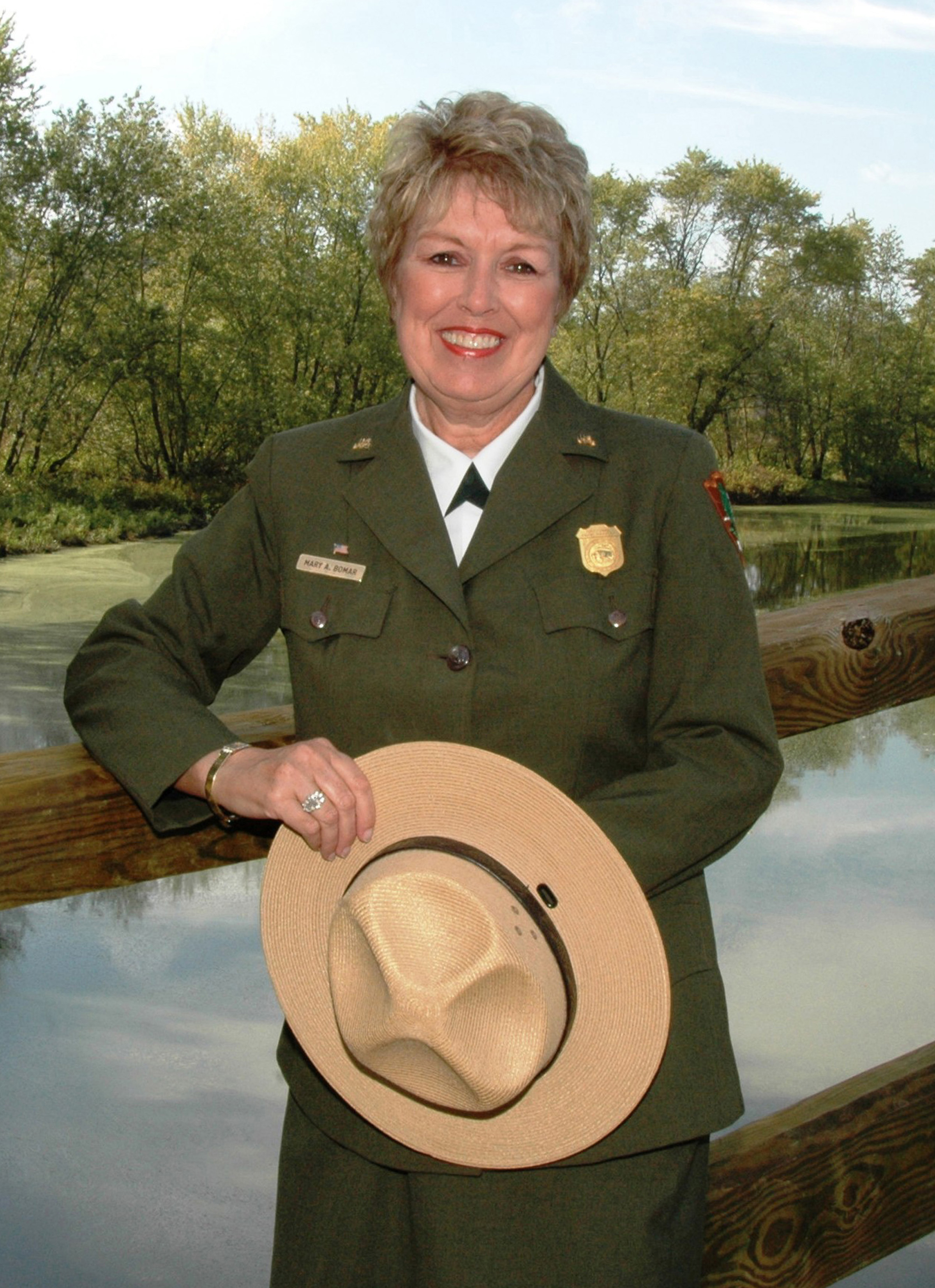
En amerikansk parkvakt med en Stetson i handen.
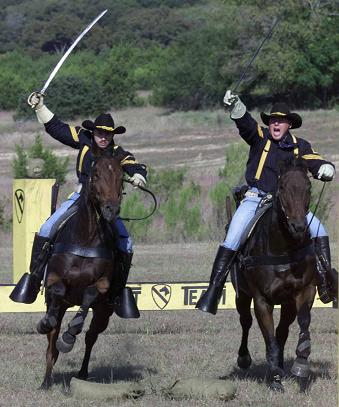
Amerikanskt 1800-talskavalleri.

## Olika modeller
Stetsons finns i ett stort antal olika modeller för civilt bruk. Vanligast förekommande i USA men liknande hattar finns på andra håll i världen, exempelvis i Australien och i olika delar av Sydamerika.

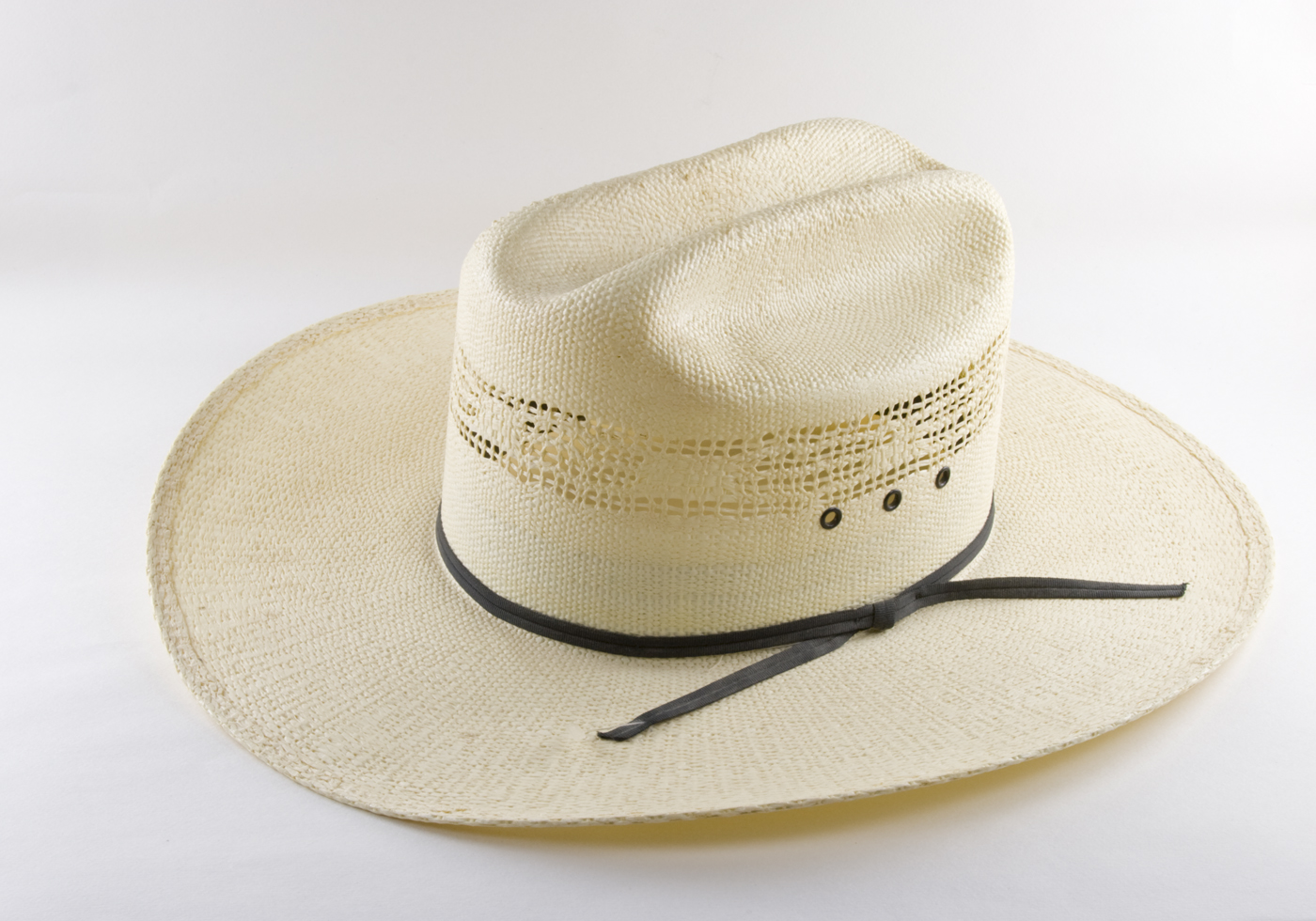
Stetson tillverkad av strå.
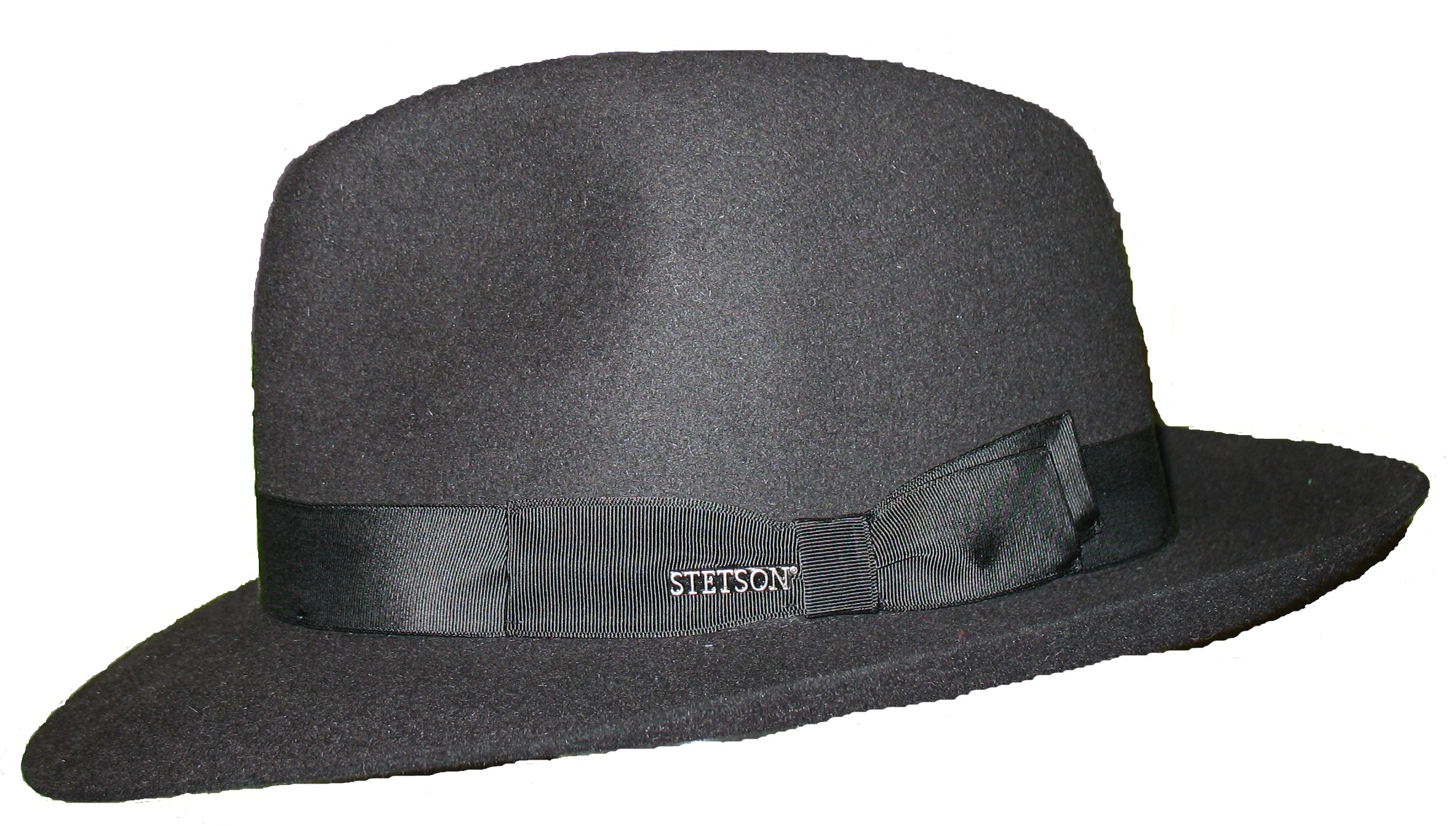
Modell från 1900-talets första hälft.
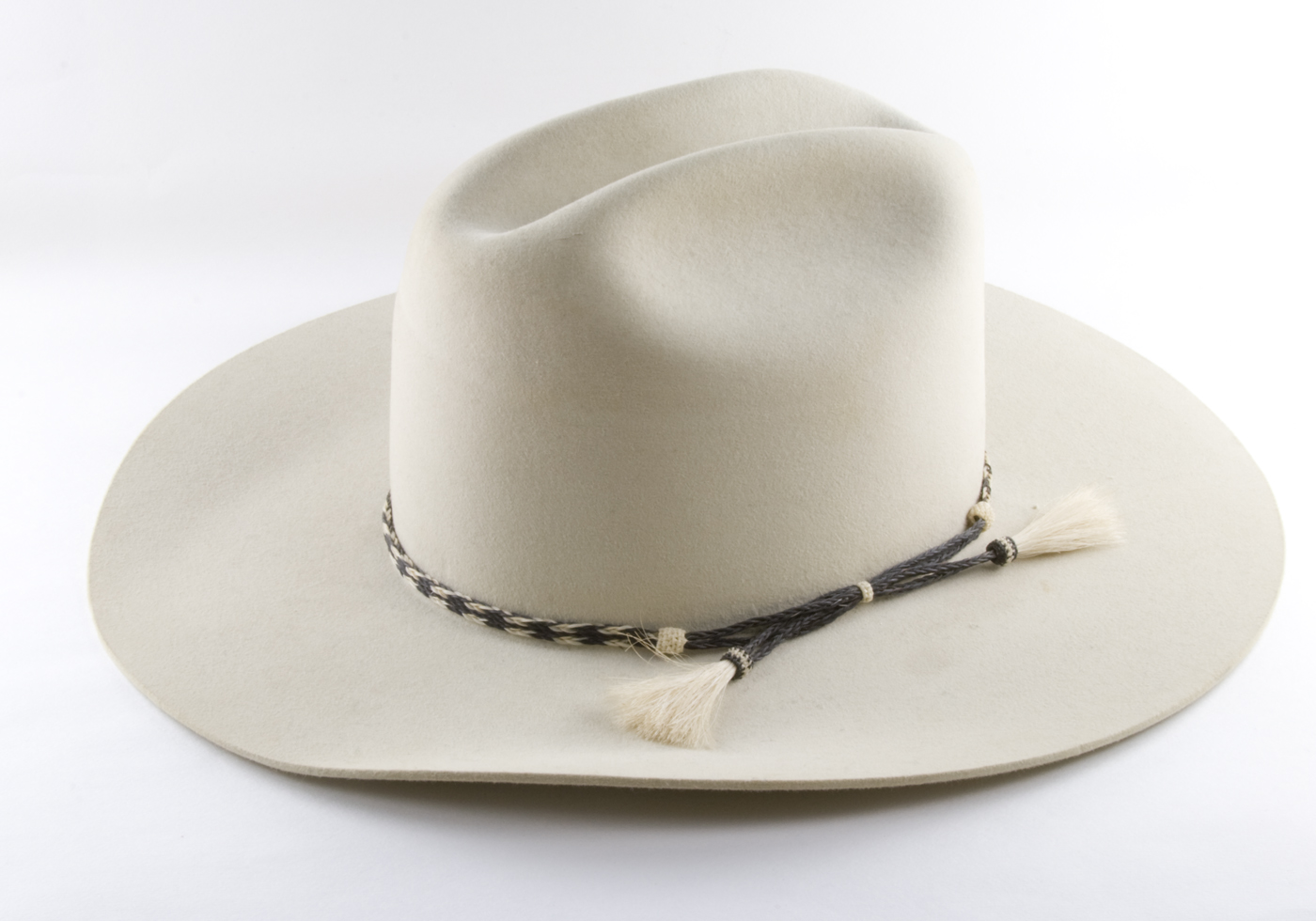
En hatt gjord i filt.
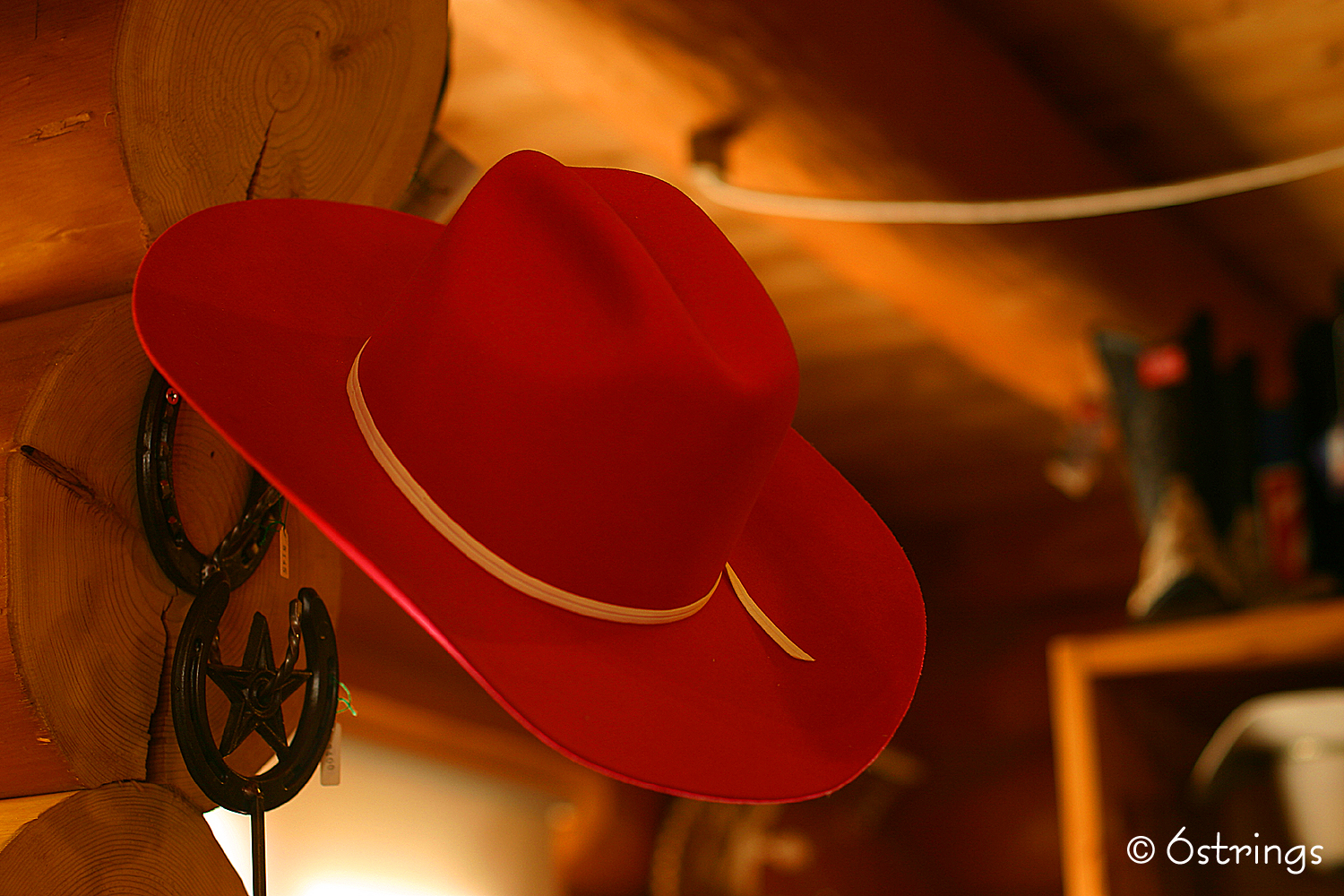
Dammodell i rött.